# FV/DJK St. Georgen
Der FV/DJK St. Georgen 1913 ist ein deutscher Fußballverein mit Sitz in der baden-württembergischen St. Georgen im Schwarzwald im Schwarzwald-Baar-Kreis.

## Geschichte
Am 8. März 1913 wurde der Fußballclub Teutonia gegründet. Bedingt durch den Ersten Weltkrieg kam es jedoch nicht wirklich zu einem Spielbetrieb, im Juni 1922 ging daraus dann der Fußballverein St. Georgen heraus, welcher dann auch im Vereinsregister eingetragen wurde.
Die erste Mannschaft stieg zur Saison 1948/49 in die Landesliga Südbaden auf. Mit 19:25 konnte sich der Verein über den 8. Platz in der Liga halten. Zur Saison 1950/51 ging der Verein dann in die nun drittklassige 1. Amateurliga Südbaden über. Dort konnte man sich dann noch bis zum Ende der Saison 1951/52 halten, wonach die Mannschaft mit 18:50 Punkten über den 16. Platz in die 2. Amateurliga absteigen musste. Zur Saison 1959/60 stieg der Verein erneut in die 1. Amateurliga auf und belegte den 10. Platz. Der 15. Platz in der folgenden Saison 1960/61 bedeutete den Abstieg.
Zur Saison 1966/67 gelang dann nochmal ein Aufstieg in die 1. Amateurliga Schwarzwald-Bodensee; mit 8:52 Punkten war dann hier aber nach einer Spielzeit wieder Schluss und die Mannschaft musste als Tabellenletzte direkt wieder runter.
Der FV St. Georgen fusionierte 1995 mit der 1926 gegründeten DJK St. Georgen zum FV/DJK St. Georgen. Seither spielt der Klub auf Kreisligaebene. Zur Saison 2018/19 wurde mit dem FC Viktoria Peterzell eine Spielgemeinschaft eingegangen, welche jedoch relativ schnell wieder aufgelöst wurde.

## Bekannte Spieler
- Holger Janz (* 1966, Jugend)